# Argyrotaenia juglandana
Argyrotaenia juglandana es una especie de polilla del género Argyrotaenia, tribu Argyrotaenia, familia Tortricidae. Fue descrita científicamente por Fernald en 1879.
La envergadura es de unos 18-20 milímetros. Se distribuye por América del Norte: Estados Unidos y Canadá.